# Covington (Ohio)
Covington és una població dels Estats Units a l'estat d'Ohio. Segons el cens del 2000 tenia 2.559 habitants.

## Demografia
Segons el cens del 2000, Covington tenia 2.559 habitants, 1.011 habitatges, i 702 famílies. La densitat de població era de 859,2 habitants per km².
Dels 1.011 habitatges en un 30,6% hi vivien nens de menys de 18 anys, en un 56,2% hi vivien parelles casades, en un 9,7% dones solteres, i en un 30,5% no eren unitats familiars. En el 26,5% dels habitatges hi vivien persones soles el 12,9% de les quals corresponia a persones de 65 anys o més que vivien soles. El nombre mitjà de persones vivint en cada habitatge era de 2,44 i el nombre mitjà de persones que vivien en cada família era de 2,93.
Per edats la població es repartia de la següent manera: un 23,9% tenia menys de 18 anys, un 8,2% entre 18 i 24, un 28,2% entre 25 i 44, un 21,9% de 45 a 60 i un 17,7% 65 anys o més.
L'edat mediana era de 38 anys. Per cada 100 dones de 18 o més anys hi havia 84 homes.
La renda mediana per habitatge era de 41.042 $ i la renda mediana per família de 44.924 $. Els homes tenien una renda mediana de 32.750 $ mentre que les dones 24.387 $. La renda per capita de la població era de 18.888 $. Aproximadament l'1% de les famílies i el 2,6% de la població estaven per davall del llindar de pobresa.

## Poblacions properes
El següent diagrama mostra les poblacions més properes.